# Musikgeragogik

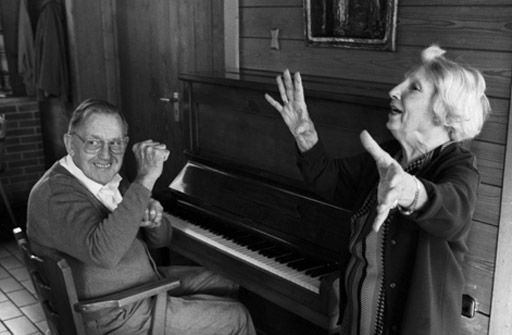
Senioren in einem Altenheim beim Musizieren im Gemeinschaftsraum

Musikgeragogik ist eine Fachdisziplin im Schnittfeld von Musikpädagogik und Geragogik, die sich mit musikalischer Bildung im Alter beschäftigt sowie mit musikbezogenen Vermittlungs- und Aneignungsprozessen.
Die Arbeit mit alten und hochaltrigen Menschen erfordert ein anderes didaktisch-methodisches Vorgehen als in der Musikpädagogik für junge Menschen, und dies hat Auswirkungen auf Forschung, Ausbildung und Praxis. Für Musik mit alten Menschen und das Musizieren im Alter sind die Berücksichtigung persönlicher Lebenserfahrungen (biographische, intergenerative und kultursensible Orientierung), Lernen bei geistigen und körperlichen Beeinträchtigungen sowie Validation von besonderer Bedeutung. Wichtige Erkenntnisse stammen aus Nachbardisziplinen wie Alterspsychologie, Pflegewissenschaft, Soziale Arbeit, Gerontologie, Musiktherapie und Heilpädagogik. Musikgeragogen wirken in unterschiedlichen Institutionen (z. B. Musikschulen, Seniorenakademien, Altenwohn- und -pflegeheimen).
Zu den Arbeitsfeldern der Musikgeragogik gehören die Leitung von Seniorenchören, Orchestern und kammermusikalischen Ensembles, der Instrumentalunterricht für Senioren, die Leitung von Singgruppen und die musikalische Begleitung in der Pflege in Altenheimen sowie die Organisation musikalischer Veranstaltungen für alte Menschen mit Beeinträchtigungen, zu denen auch der Besuch von öffentlichen Konzerten, Opern oder Musiktheater gehören können. Spezialisierungen sind die Kirchenmusikgeragogik, die sich mit der Betreuung älterer Menschen in Kirchengemeinden beschäftigt und die Weiterbildung von Kirchenmusikern propagiert sowie die Rhythmikgeragogik mit dem Schwerpunkt der Verbindung von Musik und Bewegung.
Berufsbegleitende Weiterbildungen in Musikgeraragogik dauern in der Regel ein Jahr und werden von der Fachhochschule Münster, den Landesmusikakademien in Berlin und Nordrhein-Westfalen, dem Verband der Bayerischen Sing- und Musikschulen, dem Landesverband der Musikschulen Baden-Württemberg und der Landeszentrale für Gesundheitsförderung in Rheinland-Pfalz angeboten. Sie richten sich an Teilnehmer aus den Bereichen der Altenpflege, der Sozialen Arbeit, der Ergotherapie, der Musikpädagogik, der Musiktherapie sowie an freischaffende Musiker.
2009 gründete sich in Münster die Deutsche Gesellschaft für Musikgeragogik (DGfMG), deren Ziele auf die Förderung der Aus- und Weiterbildung im Fach Musikgeragogik ausgerichtet sind sowie auf die fachliche Weiterentwicklung der Musikgeragogik im Gesundheits-, Sozial- und Bildungswesen. Im Jahr 2020 wurde die Gesellschaft Musikgeragogik Schweiz gegründet.